# Aladin Šišić
Aladin Šišić (sinh 28 tháng 9 năm 1991) là một cầu thủ bóng đá Bosnia và Herzegovina thi đấu cho Mladost Doboj ở Giải bóng đá ngoại hạng Bosnia và Herzegovina.